# Université de Madère
 (novembre 2018).
Si vous disposez d'ouvrages ou d'articles de référence ou si vous connaissez des sites web de qualité traitant du thème abordé ici, merci de compléter l'article en donnant les références utiles à sa vérifiabilité et en les liant à la section « Notes et références ».
L'université de Madère (en portugais : Universidade de Madeira) est une université publique portugaise fondée en 1988 à Funchal, sur l'île de Madère.
L'université est réputée pour son Madeira Interactive Technologies Institute (en).

## Histoire
Le campus de l'université remonte à un collège jésuite du XVIe siècle. Sa première institution d'enseignement supérieur, une école de médecine, a été fondée à Funchal au XVIIIe siècle. 
En 1978, l'Université de Lisbonne a créé un campus satellite à Madère et, de 1983 à 1986, le campus a commencé à prendre forme, offrant des cours dans les domaines des sciences techniques, des arts, des sciences humaines et des sciences sociales. En 1985, le campus a intégré une école d'infirmières (Escola Superior de Enfermagem) et en 1989, une école d'éducation (Escola Superior de Educação da Madeira). 
En 1988, le gouvernement portugais et l'Université de Lisbonne ont officiellement créé l'Université de Madère en tant qu'institution indépendante. En 2018, l'université a célébré ses 30 ans.
En 1998, les derniers enseignements situés au collège jésuite de la rue Bela de São Tiago et dans d'autres parties de Funchal, sont transférés dans le nouveau bâtiment du campus universitaire de Penteada.
En 2007, adaptation des cours au processus de Bologne et création de nouveaux cycles d'études.

## Organisation
L'Université de Madère comprend les organes d'enseignement suivants :
- Faculté d'Arts et Humanités
- Faculté des Sciences Exactes et Ingénierie
- Faculté des Sciences Sociales
- Faculté des Sciences de la Vie
- École supérieure de la Santé
- École supérieure de Technologie et de Gestion

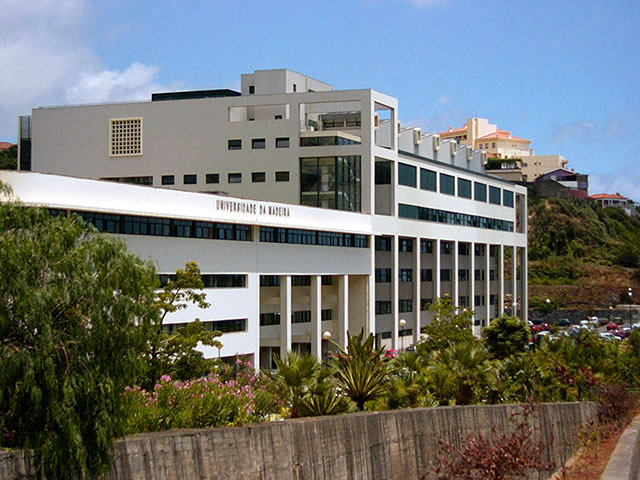

## Partenariat avec l'université Carnegie-Mellon
En 2007, le département de mathématiques et d'ingénierie de Madeira, en collaboration avec le Carnegie Mellon's Human-Computer Interaction Institute (en) de l'université Carnegie-Mellon, a mis en place un programme dual-degree Master en interaction homme-machine. Au programme, les étudiants étudient l'informatique, le design, la psychologie et les sciences de la décision. Les étudiants inscrits au programme de partenariat étudient à Madère et au Carnegie Mellon à Pittsburgh, et obtiennent une maîtrise des deux universités.